# Guy Nulens
Guy Nulens (Hasselt, 27 oktober 1957) is een voormalig Belgisch wielrenner.
Nulens werd prof in 1979 en reed een groot deel van zijn profcarrière voor ploegen van Peter Post. Hij stond bekend als een zeer goede knecht en nam vijftien maal deel aan de Tour (een keer minder dan Joop Zoetemelk). Nulens won niet zoveel wedstrijden maar zijn lange loopbaan en de vele selecties voor tourploegen geven aan dat hij een waardevolle wielrenner was.
Nulens omschreef zijn wielrencapaciteiten in 1994 als volgt: "Ik ben en blijf een renner ‘in dienst van’. Nooit een echte topper geweest. Wel een heel goede renner. Zo onbescheiden ben ik wel dat ik dat kan zeggen. Want ik heb Tours gereden dat ik elke dag op kop moest rijden, kilometers lang… want daarvoor zit ik toch in de ploeg: op kop rijden."

## Belangrijkste overwinningen
1984
- 6e etappe Dauphiné Libéré

1985
- 2e etappe Ster van Bessèges
- eindoverwinning Ster van Bessèges

1986
- 7e etappe Ronde van Zwitserland

## Resultaten in voornaamste wedstrijden
| Jaar | Ronde van Italië | Ronde van Frankrijk | Ronde van Spanje |
| ---- | ---------------- | ------------------- | ---------------- |
| 1980 |                  | opgave              |                  |
| 1981 |                  | 52e                 |                  |
| 1982 |                  | 22e                 |                  |
| 1983 |                  | opgave              | 26e              |
| 1984 |                  | 24e                 |                  |
| 1985 |                  | 113e                |                  |
| 1986 |                  | 54e                 | 48e              |
| 1987 | 27e              | 61e                 |                  |
| 1988 | 17e              | 38e                 |                  |
| 1989 |                  | 55e                 |                  |
| 1990 |                  | 54e                 |                  |
| 1991 |                  | 62e                 |                  |
| 1992 |                  | 77e                 |                  |
| 1993 |                  | 67e                 |                  |
| 1994 |                  | 88e                 |                  |

| Jaar | Milaan-San Remo | Gent-Wevelgem | Ronde van Vlaanderen | Parijs-Roubaix | Amstel Gold Race | Luik-Bast.‑Luik | Parijs-Brussel |  | WK op de weg |
| ---- | --------------- | ------------- | -------------------- | -------------- | ---------------- | --------------- | -------------- |  | ------------ |
| 1980 | 100e            |               | 24e                  |                | 52e              |                 | 18e            |  |              |
| 1981 |                 |               |                      |                |                  |                 |                |  |              |
| 1982 |                 |               |                      |                |                  |                 |                |  |              |
| 1983 | 13e             |               | 5e                   |                |                  | 21e             |                |  |              |
| 1984 | 25e             |               | 26e                  |                |                  | 50e             |                |  |              |
| 1985 |                 |               |                      |                |                  |                 |                |  |              |
| 1986 |                 |               |                      |                |                  |                 |                |  |              |
| 1987 | 84e             |               |                      |                |                  | 31e             |                |  | 60e          |
| 1988 | 26e             | 42e           |                      |                | 69e              |                 | 102e           |  |              |
| 1989 | 27e             |               | 32e                  |                |                  |                 | 76e            |  |              |
| 1990 |                 | 55e           | 54e                  |                | 81e              | 106e            |                |  |              |
| 1991 |                 |               |                      |                |                  |                 |                |  |              |
| 1992 | 81e             | 86e           | 62e                  | 50e            |                  |                 |                |  |              |
| 1993 | 21e             |               |                      |                |                  |                 |                |  |              |
| 1994 | 59e             | 10e           | 32e                  | 26e            |                  | 23e             |                |  |              |

## Ploegen
- 1979 - DAF Trucks
- 1980 - DAF Trucks
- 1981 - DAF Trucks
- 1982 - DAF Trucks
- 1983 - J. Aernoudt-Rossin
- 1984 - Panasonic
- 1985 - Panasonic
- 1986 - Panasonic
- 1987 - Panasonic
- 1988 - Panasonic
- 1989 - Panasonic
- 1990 - Panasonic
- 1991 - Panasonic
- 1992 - Panasonic
- 1993 - Novemail-Histor
- 1994 - Novemail-Histor
- 1995 - Collstrop-Lystex